# Łukasz Kwiatkowski
Łukasz Kwiatkowski (Grudziądz, 29 de maio de 1982 – 25 de novembro de 2018) foi um ciclista polonês. Competiu representando seu país, Polônia, nos Jogos Olímpicos de Verão de 2004 em Atenas, onde terminou em sétimo na prova keirin. Também competiu nas olimpíadas de Pequim 2008.
Aposentado desde 2010, faleceu aos 36 anos em decorrência de leucemia.